# Fresnedillas de la Oliva
Fresnedillas de la Oliva ist eine zentralspanische Gemeinde (municipio) mit 1.837 Einwohnern (Stand: 2024) im Westen der Autonomen Gemeinschaft Madrid.

## Lage
Fresnedillas de la Oliva liegt im Westen der Gemeinschaft Madrid ca. 50 km westnordwestlich von Madrid. Im Gemeindegebiet befinden sich Radioteleskope bzw. Antennen des Deep Space Networks, der sog. Madrid Deep Space Communications Complex, einer Einrichtung von NASA und INTA.

## Bevölkerungsentwicklung
| 1930 | 1950 | 1970 | 1981 | 1991 | 2001 | 2011 | 2021 |
| ---- | ---- | ---- | ---- | ---- | ---- | ---- | ---- |
| 510  | 482  | 421  | 449  | 458  | 855  | 1581 | 1742 |

## Sehenswürdigkeiten
- Bartholomäuskirche (Iglesia de San Bartolomé)  aus dem 16. Jahrhundert
- Reste der alten Siedlung
- Rathaus

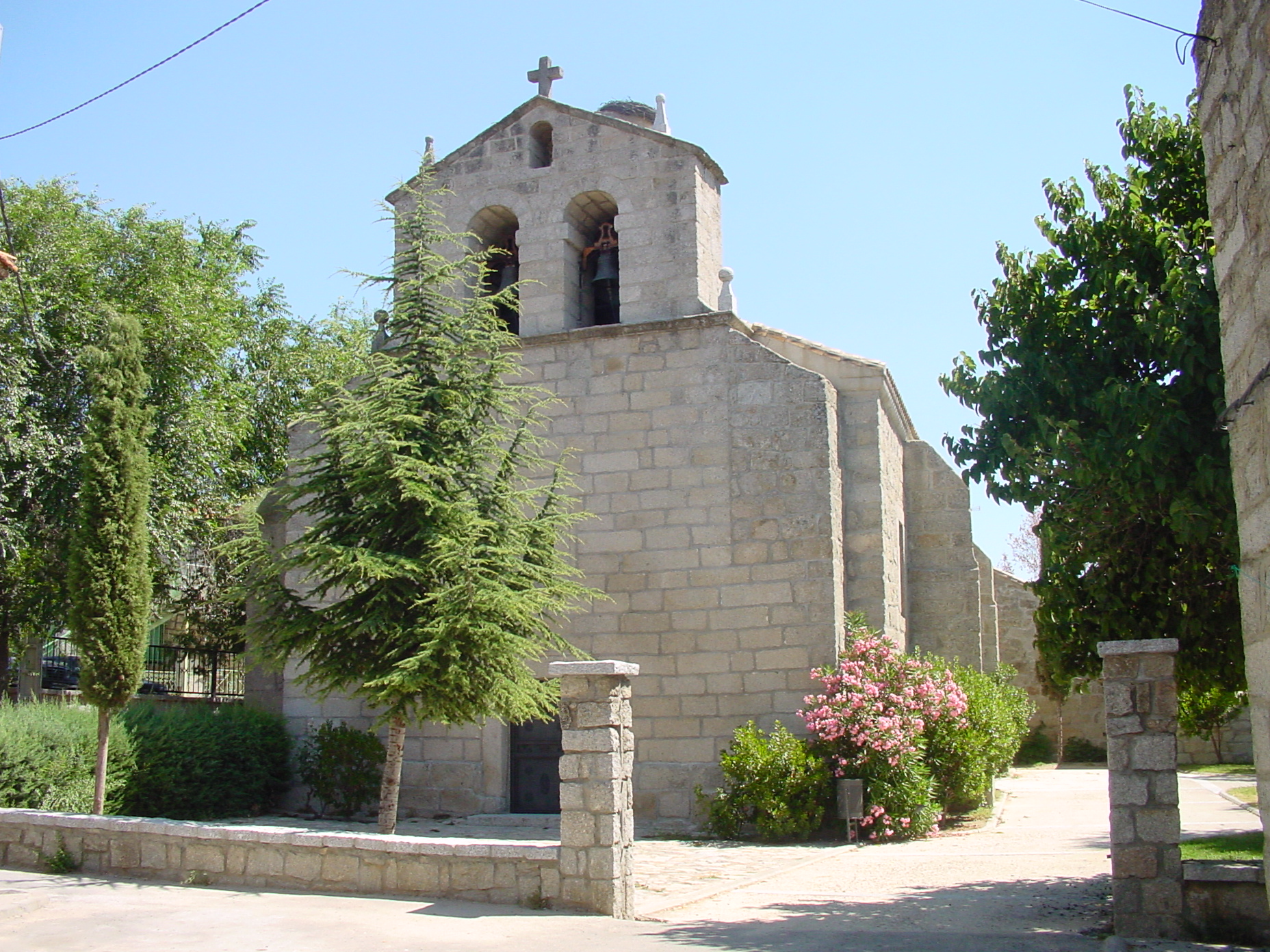
Bartholomäuskirche
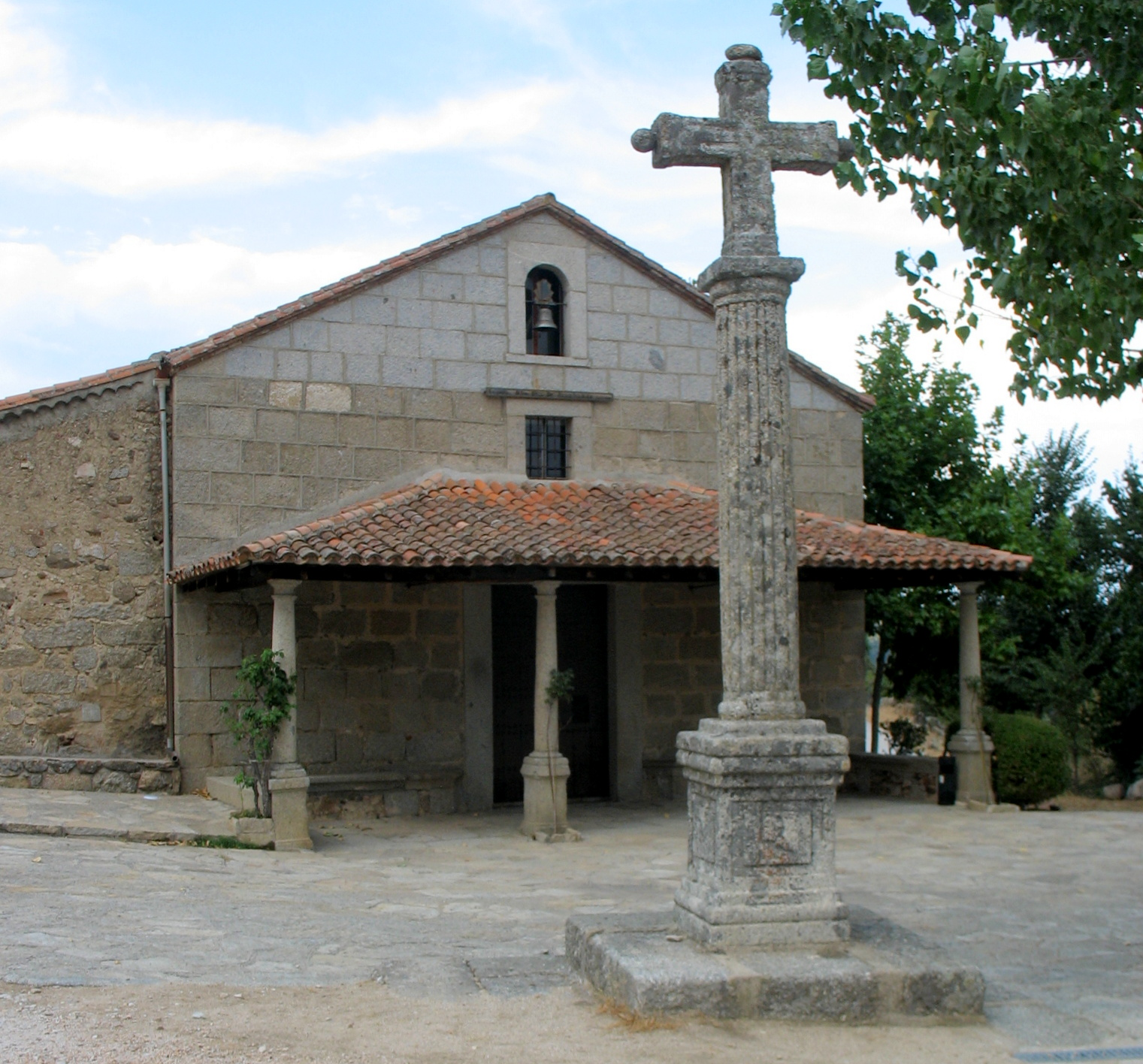
Einsiedelei Unserer Lieben Frau Navahonda
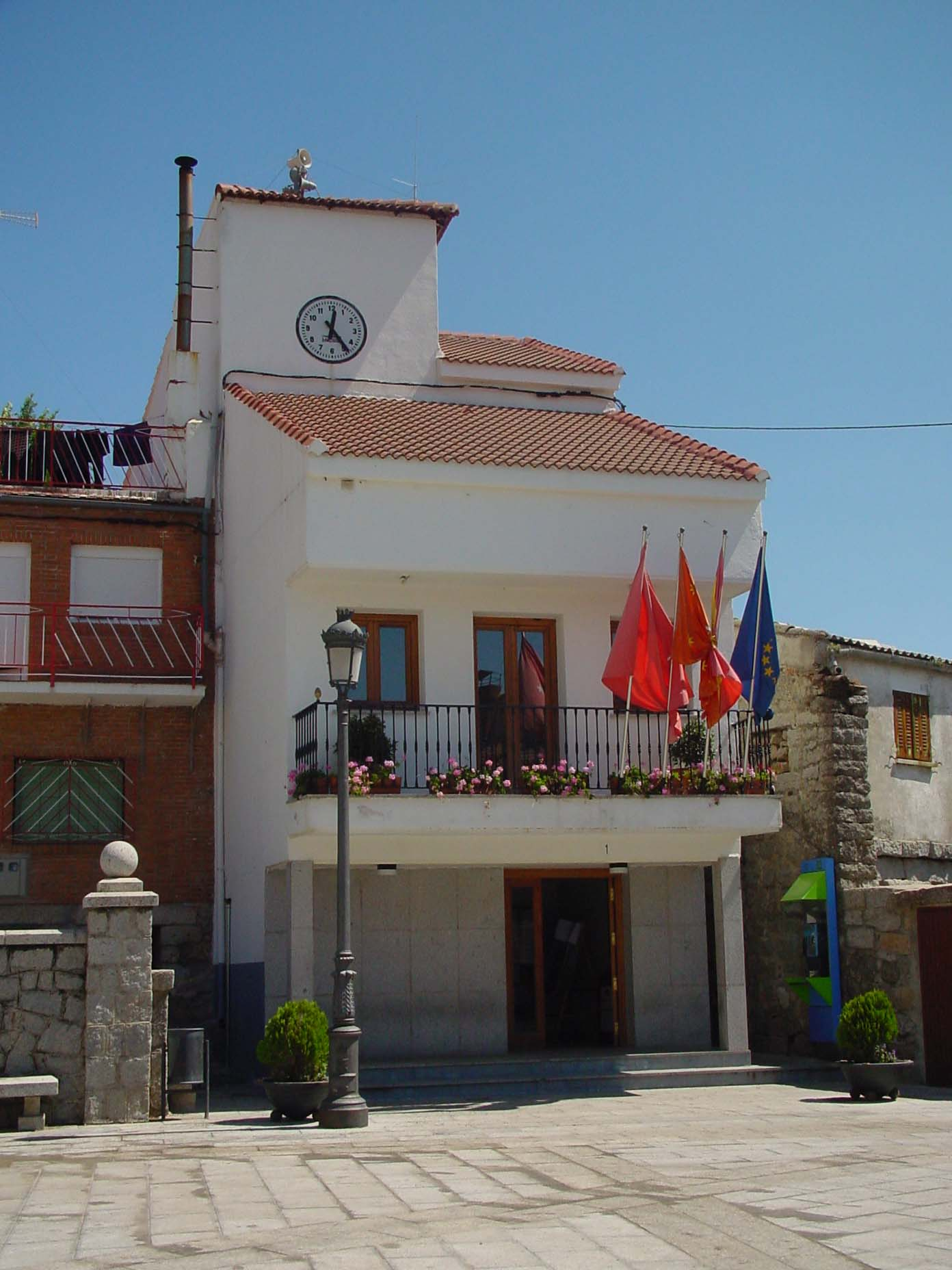
Rathaus